# 浅野杏奈
浅野 杏奈（あさの あんな、2000年12月25日 - ）は、日本のアイドル。女性アイドルグループ・マジカル・パンチラインの元メンバー。東京都出身。ボックスコーポレーション所属。

## 略歴
2016年1月22日、「佐藤麗奈 新アイドルグループ特設カウントダウンサイト」に3人目のメンバーとして登場。グループ名の「マジカル・パンチライン」も浅野の登場とともに発表された。同年7月20日、ポニーキャニオンよりメジャーデビュー。
2017年4月2日より1年間、BSフジで放送された『ポンキッキーズ』に2代目シスターラビッツ（初代は安室奈美恵・鈴木蘭々）としてレギュラー出演。
2018年4月3日から1年間、NHKEテレ『テレビで中国語』の生徒役としてレギュラー出演。2020年3月31日より同番組でスキットキャラクター玲奈の声を担当。
2020年4月より、日本テレビ『ZIP!』にレギュラー出演することが発表された。同年8月25日初出演。
2020年11月3日、マジカル・パンチラインを卒業。
2021年12月26日から、J SPORTS『ラグビー わんだほー! 〜ラグビー情報番組〜』のMCを担当。
2023年3月、青山学院大学卒業。通っていた学校は16年間も一貫して青山学院だったという。
2023年5月20日から11月20日まで、同年秋開催のラグビーワールドカップ2023において、日本ラグビーフットボール協会から「ラグビー日本代表応援サポーター」の1人に任命される。

## 人物
マジカル・パンチラインでのキャッチフレーズは「マジパンの魔力コントロールナンバーワンこと浅野杏奈です。」。佐藤麗奈卒業後から自身の卒業までは「マジパンの熱血担当メラメラ～こと浅野杏奈です。」であった。ファンの名称は"Anna"と"Saints"（聖人）より「AntS」（アーンツ）。
グループ内では優等生キャラ として知られ、『ぽにきゃん!アイドル倶楽部』MCとしてメジャーデビュー以前から浅野をよく知る吉田尚記も「異常に優秀」と評価している。吉田が司会を務めたTIF2018アイドルクイズ王決定戦（2018年8月4日）では、予選で1位 となり高校生で唯一出場。TIF2020オンラインで行われた『第6回ミュ〜コミ+プラス しゃべれる女王決定戦2020』では第6代女王となった。
高校では第二外国語として中国語を勉強しており、2017年に台湾や広州でマジカル・パンチラインのライブを行った際には中国語でグループ紹介を行った。
趣味はギリシャ神話、映画鑑賞、音楽鑑賞、ピアノ。特技はバスケットボール、ラグビー（青山学院初等部コアラーズに所属ポジションはフッカー）、水泳、マラソン。フルマラソン出場経験がある。好きな俳優はムロツヨシ。好きなアイドルグループはベイビーレイズJAPAN。

## 出演

### テレビ番組
- ポンキッキーズ（2017年4月2日 - 2018年3月25日、BSフジ） - シスターラビッツ
- テレビで中国語（NHK Eテレ）
  - 2018年度 - 生徒役
  - 2020年度 - スキットキャラクター玲奈
- ワイドナショー（2018年10月7日、フジテレビ） - ワイドナ高校生
- ZIP!（2020年8月25日・12月4日・2021年2月2日・3月12日・4月7日、日本テレビ） - レポーター
- マイナビ Be a booster! B.LEAGUEウィークリーハイライト（2020年10月1日 - 2021年6月、BS11） - レポーター[16]
- 痛快TVスカッとジャパン（2021年3月1日[17]、フジテレビ）
- ラグビー わんだほー! 〜ラグビー情報番組〜（2021年12月26日 - [18]、J SPORTS）
- ドランクドラゴンのバカ売れ研究所!（2024年4月29日 - 、BS12 トゥエルビ） - 4代目秘書[19]

### ウェブ番組
- 裏99人の壁（2018年12月1日、YouTube Live） - 99人の壁（フジテレビ）と同時配信
- 矢口真里の火曜The NIGHT（2019年5月22日・2020年2月19日[20]・9月9日[21]、AbemaTV）

### CM
- NTTドコモ Web CM「PEN SPORTS CHALLENGE」
- Fit's「2年F組 Fit's（フィッツ）組」（2017年2月 - 2018年2月、ロッテ）[22]
- 京急電鉄 Web CM「ここちよい、三浦半島。」篇（2024年8月 - ）

### ラジオ
- マジカル・パンチラインのマジラジ（2016年8月 - 脱退まで、アール・エフ・ラジオ日本）
- ミュ〜コミ+プラス（2020年11月10日・12月23日・2021年1月21日・2月25日・3月16日、ニッポン放送） - マンスリーゲスト

### 雑誌掲載
- 月刊バスケットボール 2016年12月号（日本文化出版）[23]
- BRODY 2018年6月号（白夜書房）
- girls! Vol.54（2018年7月11日、双葉社）
- 週刊少年サンデー 2021年9号・10号（小学館） - 「名探偵コナンミステリートレインパスリング」モデル[24]

### イベント
- 昭和アイドルアーカイブス Vol.20（2018年5月21日、楽器カフェ）

### 映画
- メグ♡ライオン（2020年9月4日公開）[25]
- UPDATE（公開未定） - 成宮桜 役[26]
- 竜とそばかすの姫（2021年7月16日公開、東宝）[27]
- 野球部に花束を（2022年8月11日公開、日活） - 吉村ユキ 役[28]